# Villers-la-Faye
Villers-la-Faye és un municipi francès, situat al departament de la Costa d'Or i a la regió de Borgonya - Franc Comtat. L'any 2007 tenia 402 habitants.

## Demografia

### Població
El 2007 la població de fet de Villers-la-Faye era de 402 persones. Hi havia 164 famílies, de les quals 28 eren unipersonals (20 homes vivint sols i 8 dones vivint soles), 76 parelles sense fills i 60 parelles amb fills.
La població ha evolucionat segons el següent gràfic:
Habitants censats

### Habitatges
El 2007 hi havia 186 habitatges, 162 eren l'habitatge principal de la família, 15 eren segones residències i 9 estaven desocupats. 175 eren cases i 9 eren apartaments. Dels 162 habitatges principals, 138 estaven ocupats pels seus propietaris, 20 estaven llogats i ocupats pels llogaters i 4 estaven cedits a títol gratuït; 8 tenien dues cambres, 17 en tenien tres, 51 en tenien quatre i 86 en tenien cinc o més. 133 habitatges disposaven pel capbaix d'una plaça de pàrquing. A 61 habitatges hi havia un automòbil i a 90 n'hi havia dos o més.

### Piràmide de població
La piràmide de població per edats i sexe el 2009 era:
| Homes | Edats   | Dones |
| ----- | ------- | ----- |
| 0     | 95 o +  | 0     |
| 0     | 90 a 94 | 0     |
| 4     | 85 a 89 | 0     |
| 0     | 80 a 84 | 4     |
| 8     | 75 a 79 | 8     |
| 4     | 70 a 74 | 4     |
| 0     | 65 a 69 | 4     |
| 12    | 60 a 64 | 12    |
| 4     | 55 a 59 | 8     |
| 28    | 50 a 54 | 16    |
| 12    | 45 a 49 | 12    |
| 12    | 40 a 44 | 20    |
| 24    | 35 a 39 | 28    |
| 20    | 30 a 34 | 16    |
| 8     | 25 a 29 | 16    |
| 8     | 20 a 24 | 0     |
| 28    | 15 a 19 | 20    |
| 24    | 10 a 14 | 16    |
| 4     | 5 a 9   | 16    |
| 20    | 0 a 4   | 16    |

## Economia
El 2007 la població en edat de treballar era de 281 persones, 215 eren actives i 66 eren inactives. De les 215 persones actives 207 estaven ocupades (110 homes i 97 dones) i 8 estaven aturades (1 home i 7 dones). De les 66 persones inactives 35 estaven jubilades, 19 estaven estudiant i 12 estaven classificades com a «altres inactius».

### Ingressos
El 2009 a Villers-la-Faye hi havia 163 unitats fiscals que integraven 406,5 persones, la mediana anual d'ingressos fiscals per persona era de 21.152 €.

### Activitats econòmiques
Dels 15 establiments que hi havia el 2007, 2 eren d'empreses extractives, 1 d'una empresa alimentària, 3 d'empreses de fabricació d'altres productes industrials, 1 d'una empresa de construcció, 2 d'empreses de comerç i reparació d'automòbils, 1 d'una empresa de transport, 1 d'una empresa d'hostatgeria i restauració, 1 d'una empresa immobiliària, 2 d'empreses de serveis i 1 d'una empresa classificada com a «altres activitats de serveis».
Dels 3 establiments de servei als particulars que hi havia el 2009, 1 era un taller de reparació d'automòbils i de material agrícola, 1 lampisteria i 1 tintoreria.
L'únic establiment comercial que hi havia el 2009 era una fleca.
L'any 2000 a Villers-la-Faye hi havia 11 explotacions agrícoles que ocupaven un total de 154 hectàrees.

## Equipaments sanitaris i escolars
El 2009 hi havia una escola elemental integrada dins d'un grup escolar amb les comunes properes formant una escola dispersa.

## Poblacions més properes
El següent diagrama mostra les poblacions més properes.